# Abdoulaye Bathily (Fußballspieler)
Abdoulaye Bathily (* 7. August 2002) ist ein malisch-französischer Fußballspieler.

## Karriere

### Verein
In seiner Jugend spielte er bis zur U19 bei US Torcy und wechselte im Sommer 2021 in die B-Mannschaft des FC 93 Bobigny. Nach einer Spielzeit ging es für ihn zur Spielzeit 2022/23 weiter in die B-Mannschaft des FC Sète 34. Ende September 2023 verließ er Frankreich und schloss sich in Tunesien Olympique Beja an. Seinen ersten Ligaeinsatz hatte er bei einer 0:1-Niederlage gegen Club Africain am 3. Januar 2024.

### Nationalmannschaft
Im Sommer 2023 nahm er mit der malischen U23 am Afrika-Cup 2023 teil, kam dort aber nicht zum Einsatz. Am Ende erreichte er mit seinem Team den dritten Platz, womit es sich für das Turnier der Olympischen Spiele 2024 in Paris qualifizierte.